# Aire urbaine de Bailleul

L'unité et l'air urbaines de Bailleul dans le Nord-Pas-de-Calais selon le découpage de 1999.

Pour les articles homonymes, voir Bailleul.
L'unité urbaine de Bailleul est une ancienne agglomération française centrée sur la ville de Bailleul, dans le Nord. Composée de trois communes, sa délimitation épousait celle de l'aire urbaine de Bailleul.
Au cours des années 2000, cette agglomération a été rejointe par celle d'Armentières. En 2010, l'INSEE a donc intégré l'unité urbaine de Bailleul à l'unité urbaine d'Armentières, et en 2011 l'aire urbaine de Bailleul à l'aire urbaine d'Armentières.

## Caractéristiques
D'après la définition qu'en donnait l'INSEE en 1999, l'aire et l'unité urbaines de Bailleul étaient composée de trois communes, situées dans le Nord. Ses 17 732 habitants faisaient d'elle la 279e aire urbaine de France. Le tableau suivant détaille la répartition de l'aire urbaine sur le département en 1999(les pourcentages s'entendent en proportion du département) :
| Département | Communes | Communes (%) | Superficie (km²) | Superficie (%) | Population (1999) | Population (%) |
| ----------- | -------- | ------------ | ---------------- | -------------- | ----------------- | -------------- |
| Nord        | 3        | 0,5          | 69,82            | 1,2            | 17 732            | 0,7            |

## Composition
Voici la liste des communes françaises de l'aire urbaine de Bailleul selon le découpage de 1999.
| Code INSEE | Commune           | Type        | Département | Superficie (km²) | Population (1999) | Densité (hab./km²) |
| ---------- | ----------------- | ----------- | ----------- | ---------------- | ----------------- | ------------------ |
| 59043      | Bailleul          | Pôle urbain | Nord        | +0043,42         | +00014 146,       | +00325,79          |
| 59401      | Méteren           | Pôle urbain | Nord        | +0018,44         | +0 0002 114,      | +00114,64          |
| 59535      | Saint-Jans-Cappel | Pôle urbain | Nord        | +0007,96         | +0 0001 472,      | +00184,92          |
|            | Total             |             |             | +0069,82         | +00017 732,       | +00253,97          |